# 刘氏荸荠
刘氏荸荠（学名：Heleocharis liouana）为莎草科荸荠属的植物，是中国的特有植物。分布在中国大陆的云南省等地，生长于海拔1,900米的地区，一般生长在路旁，目前尚未由人工引种栽培。